# NGC 88
NGC 88은 막대나선은하이며, 로버트의 4개의 은하에 있는 은하다. 봉황자리에서 지구로부터 약 1억 6,000만 광년 떨어져 있다. NGC 88은 NGC 92, NGC 87, NGC 89과 상호작용한다. 1830년대 천문학자 존 허셜이 발견한 로버트의 4 개의 은하로 불리는 은하군의 일부에 속한다.

## 참고 문헌
- NGC 88
- “ESO - 2005 - Cosmic Portrait of a Perturbed Family” (보도 자료). ESO European Organisation for Astronomical Research in the Southern Hemisphere. 2005년 11월 4일. 2007년 9월 30일에 원본 문서에서 보존된 문서. 2007년 11월 29일에 확인함.